# Ozërskij rajon (Oblast' di Kaliningrad)
L'Ozërskij rajon (in russo Озёрский район?) è un rajon dell'Oblast' di Kaliningrad, nella Russia europea; il capoluogo è Ozërsk.